# Корейский пролив
Коре́йский проли́в (кор. 대한해협, 조선해협, яп. 対馬海峡) — пролив между Корейским полуостровом и Японскими островами Ики, Кюсю и юго-западной оконечностью Хонсю. Соединяет Восточно-Китайское и Японское моря в северной части Тихого океана. Длина пролива — 324 км, ширина от 180 до 388 км, наименьшая глубина на фарватере — 73 м. Острова Цусима делят Корейский пролив на два прохода: Восточный на юго-востоке и Западный — на северо-западе.

## Течения
Через пролив проходит одно из ответвлений Куросио. Этот тёплый «кусок» Куросио иногда называют Цусимским течением. К северу от пролива оно проходит через Японское море вдоль Хонсю и Хоккайдо, достигая южного Сахалина, и в виде течения Соя выходит в Охотское море.

## Название пролива
В разных странах региона пролив и его проходы именуются по-разному.
|               | Весь пролив (между Корейским полуостровом и Кюсю) | Северо-западный проход (между Корейским полуостровом и Каминосимой) | Юго-восточный проход (между Симоносимой и Ики)                                   |
| ------------- | ------------------------------------------------- | ------------------------------------------------------------------- | -------------------------------------------------------------------------------- |
| По-русски     | Корейский пролив                                  | Западный проход                                                     | Восточный проход                                                                 |
| В Южной Корее | 대한해협 Тэхан хэхёп «Корейский пролив»           | 부산해협 Пусан хэхёп «Пусанский пролив»                             | 쓰시마해협 Ссысима хэхёп «Цусимский пролив»                                      |
| В Японии      | 対馬海峡 Цусима кайкё: «Цусимский пролив»         | 朝鮮海峡 Тё: сэн кайкё: «Корейский пролив»                          | 対馬海峡東水道 Цусима кайкё: хигаси суйдо: «Восточный проход Цусимского пролива» |